# ليرته
لرته (بالألمانية: Lehrte) هي بلدة ألمانية تقع في ألمانيا في Hanover region.  يقدر عدد سكانها بـ 43,248 نسمة .

## المدن التوأمة
مدن Trzcianka، شتاسفورت، Mönsterås Municipality، فانفيس، يبر، جوهانسبرغ، إدارة كاوكا و Mönsterås هي مدن توأمة لـلرته.

## معرض صور

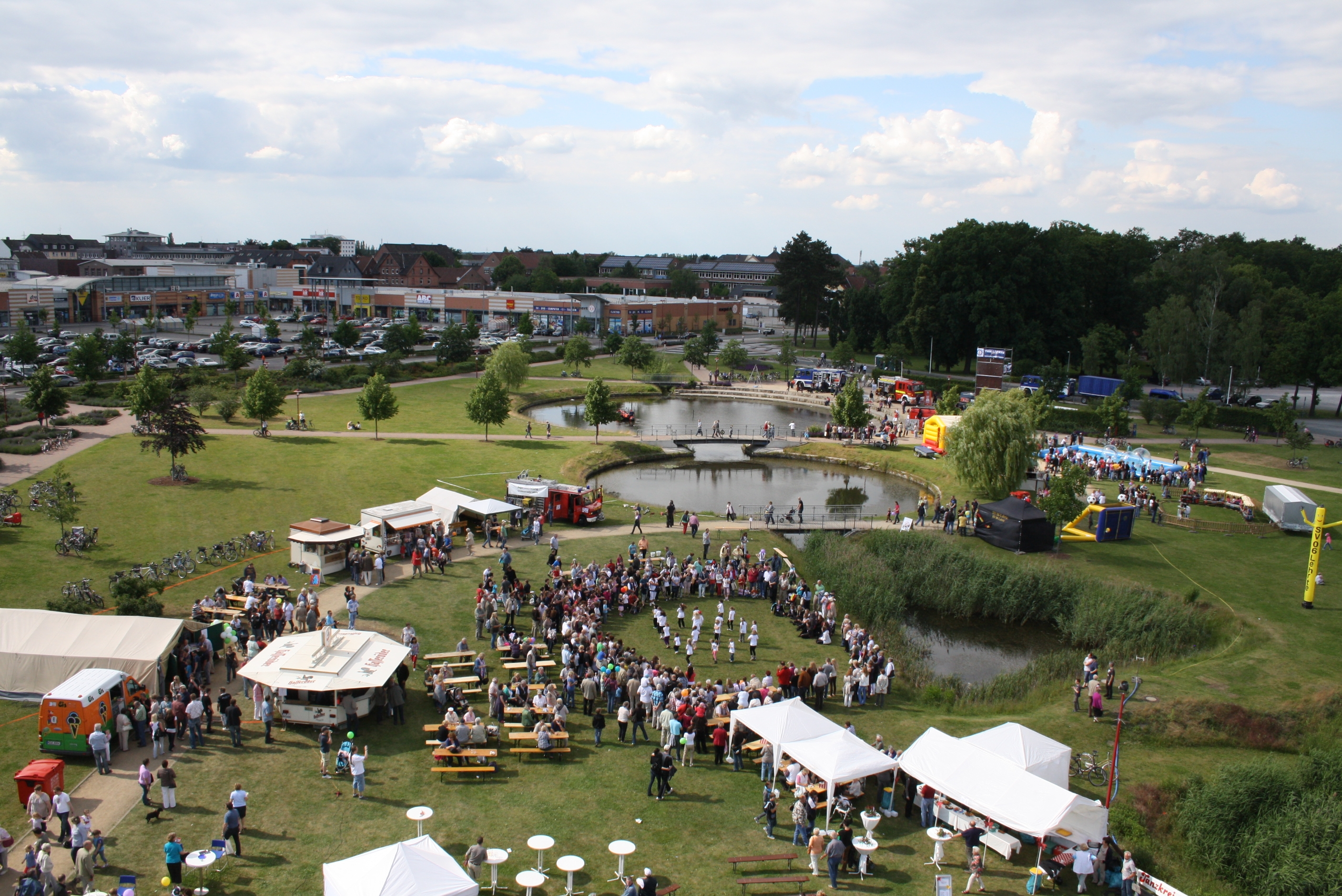
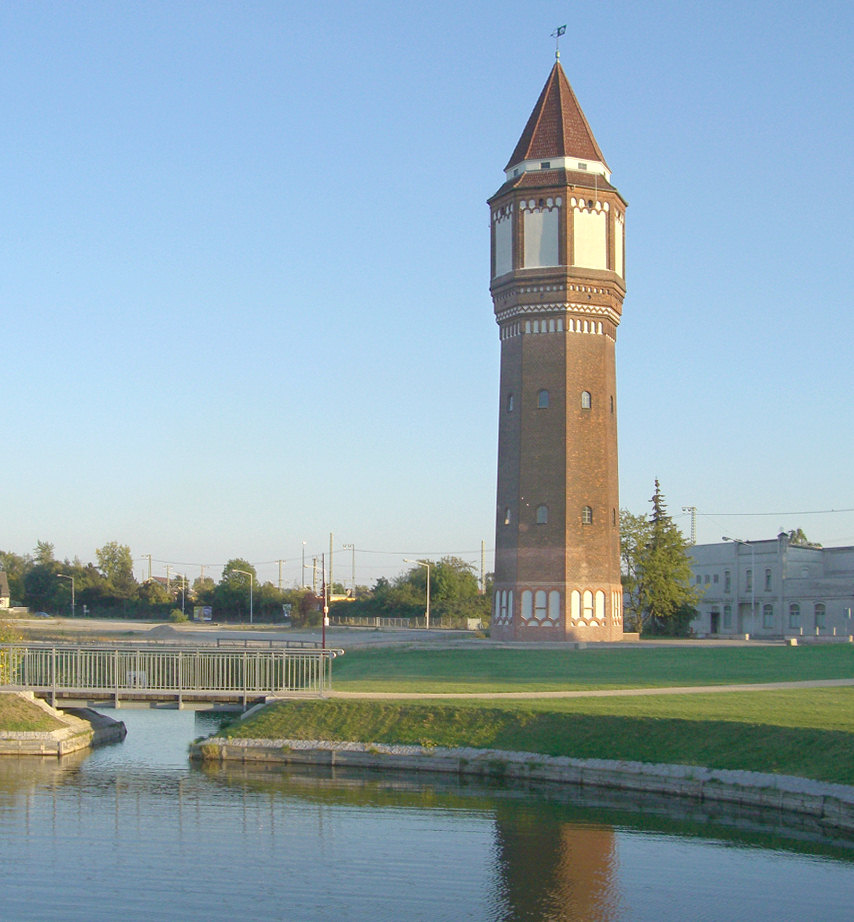
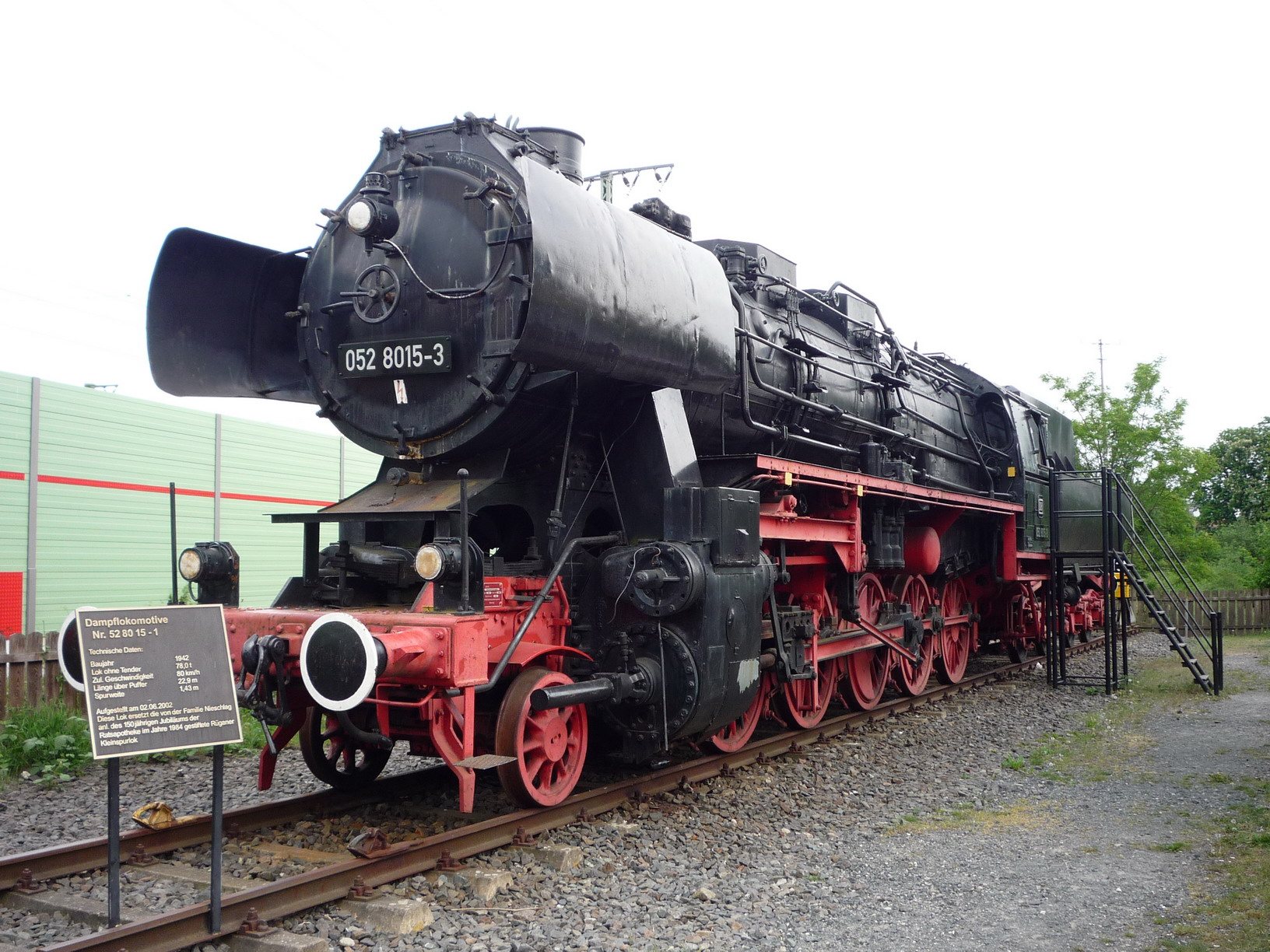

## أعلام
- كورت هيرشفيلد
- لوكاس ريغر
- غوستاف أدولف ميخائيلس
- هينريتش شميت